# James Grant
James Grant (1720-13 de abril de 1806) fue un general del ejército británico que luchó en las Guerras Franco-india y de Independencia de Estados Unidos. Fue gobernador de la Florida española entre 1764 y 1771, cuando ésta estuvo en manos inglesas.

## Primeros años
Grant nació en una familia del nordeste de Escocia. Entró en el ejército comprando un puesto de capitán de los Royal Scots en 1744. Su regimiento fue enviado al continente, donde luchó en la batalla de Fontenoy.
En 1757, Grant llegó al puesto de mayor luchando en la Guerra Franco-india y en 1758 lideró una parte del regimiento de la Expedición Forbes. Durante esta expedición trabó relación con otros grandes personajes de la Guerra de Independencia: George Washington, Francis Marion y Hugh Mercer, entre otros. También se ganó el afecto y el respeto de las milicias coloniales.
En septiembre de ese año, Grant fue asignado para liderar la avanzadilla de 800 hombres para determinar la fuerza de los franceses de Fort Duquesne. El grupo estaba formado prácticamente por milicianos, por lo que Grant se llevó a algunos oficiales del ejército ya que no confiaba mucho en la milicia. Él dividió el grupo para intentar forzar un ataque francés y entonces avanzar con el grupo principal y sorprenderlos. Sin embargo él mismo sufrió una emboscada de los indígenas y los franceses. Durante el ataque que le siguió, los ingleses fueron repelidos por los franceses sufriendo numerosas bajas. Hubo 19 prisioneros, entre ellos estaba el general Grant. Fue liberado poco después y acusó de la derrota a la milicia colonial por no cumplir las órdenes.
En 1761, Grant dirigió una expedición contra los Cherokee durante la guerra entre los indígenas y los británicos.
Estuvo una breve temporada en Fort Ticonderoga, tras lo que se trasladó con su regimiento al escenario caribeño de la guerra Franco-india. Luchó en el asedio de La Habana, en posesión de los españoles, la cual acabó rindiéndose. Cuando la guerra acabó, su regimiento fue disuelto.

## Gobernador de Florida
Por el Tratado de París, Gran Bretaña consiguió el dominio de Florida, arrebatándoselo a los españoles. La provincia fue dividida en dos colonias Florida Oriental y Florida Occidental, y James Grant fue nombrado gobernador de Florida Oriental el 29 de mayo de 1764. El trasladó la capital a San Agustín (Florida) y estableció las fronteras con Georgia. También paró las incursiones de los indios en su territorio mediante el Tratado de Fort Picolata y atrajo a nuevos colonos a su territorio.
Pese a que Grant intentaba que sus esfuerzos produjeran algún beneficio, la mayor parte de sus intentos no produjeron muchos resultados. Intentó mejorar la agricultura, favoreciendo el algodón, el añil, la madera y las cochinillas. Él mismo compró y desarrolló varias plantaciones. Pero en 1771 una enfermedad le hizo volver a Inglaterra. Fue sustituido por Patrick Tonyn.
Una vez de vuelta en Escocia fue elegido Parlamentario por Banffshire. Durante los años previos a la Revolución Americana se convirtió en uno de los más importantes anti-colonos. En 1775 aseguró que los colonos no eran capaces de luchar y que se podía atravesar de una punta a otra de las colonias con tan sólo 5.000 hombres.

## Guerra de Independencia de EE. UU.
En el verano de 1775 volvió al servicio activo y, con el rango de coronel, fue enviado a América. Llegó a Boston el 30 de julio. Tras la batalla de Bunker Hill sugirió al general Thomas Gage trasladar las tropas a Nueva York, para tener más espacio de maniobra, aunque su consejo fue ignorado en un primer momento.
Su tesis de que Boston era una posición difícil de mantener quedó probada en la primavera de 1776, cuando las fuerzas británicas tuvieron que retirarse a Halifax, Nueva Escocia. Ese verano, el general William Howe reemplazó a Gage como comandante y siguió el consejo de Grant de desplazarse a Nueva York. No obstante, decidió no incendiar Boston, Nueva York, Marblehead y Filadelfia. Se concedió a Grant el cargo provisional de mayor-general, convirtiéndose en uno de los principales colaboradores de Howe durante la guerra.

### Batalla de Nueva York
Tras el éxito logrado en la toma de Nueva York, Grant se convirtió en uno de los principales oficiales a la hora de planificar batallas. Desarrolló dos planes, ambos diseñados para ganar el control del territorio y asestar un golpe fatal al Ejército Continental que fueron puestos en práctica en Island y en White Plains con sendas victorias británicas. No obstante, Washington evitó que fuesen definitivas en ambos casos.
En la batalla de Long Island, entre el 26 y el 27 de agosto de 1776, Grant dirigió el ala izquierda, presionando el flanco derecho americano para distraer su atención del cuerpo principal. Tras la victoria, Grant fue criticado por algunos por haber permitido la huida de demasiados hombres del enemigo. Sin embargo alegó que se estaba quedando sin munición y además según el plan él debería esperar a que Howe atacase.
Volvió a Gran Bretaña a finales de 1779, diez años después fue nombrado gobernador del castillo de Stirling y comandante general en Escocia. En 1802 se retiró a sus posesiones en el rio Spey.
Murió el 13 de abril de 1806.